# Джиллетт (Висконсин)
Джилетт (англ. Gillett) — город в Округе Оконто, в штате Висконсин, США, с населением 1256 человек по данным переписи населения 2000 года.

## География
Согласно Бюро переписи населения США, общая площадь города составляет 3,5 км², из которых, 3,5 км² являются землей и 0,73 % занято водой.

## Демография
Согласно переписи населения в 2000 году в городе Джилетт проживало 1 256 человек, было зарегистрировано 515 домашних хозяйств и 329 семей, проживающих в городе. Плотность населения равняется 356,6 человека на квадратный километр. 546 жилищных единиц в средней плотности 155 на квадратный километр. Расовый состав округа состоит из белых (96,58%), афроамериканцев (0,40%), коренных американцев (1,19%),представителей других рас (1,04%) и представителей смешанных рас (0,80 %). 0,88 % имеют латиноамериканские корни.

## Основные автомагистрали
|  | WIS 22 уходит на восток к Оконто Фоллс и на юго-запад к городу Сесил. |
|  | WIS 32 связывает Суринг на севере и Пьюласки на Юге.                  |

## Изображения

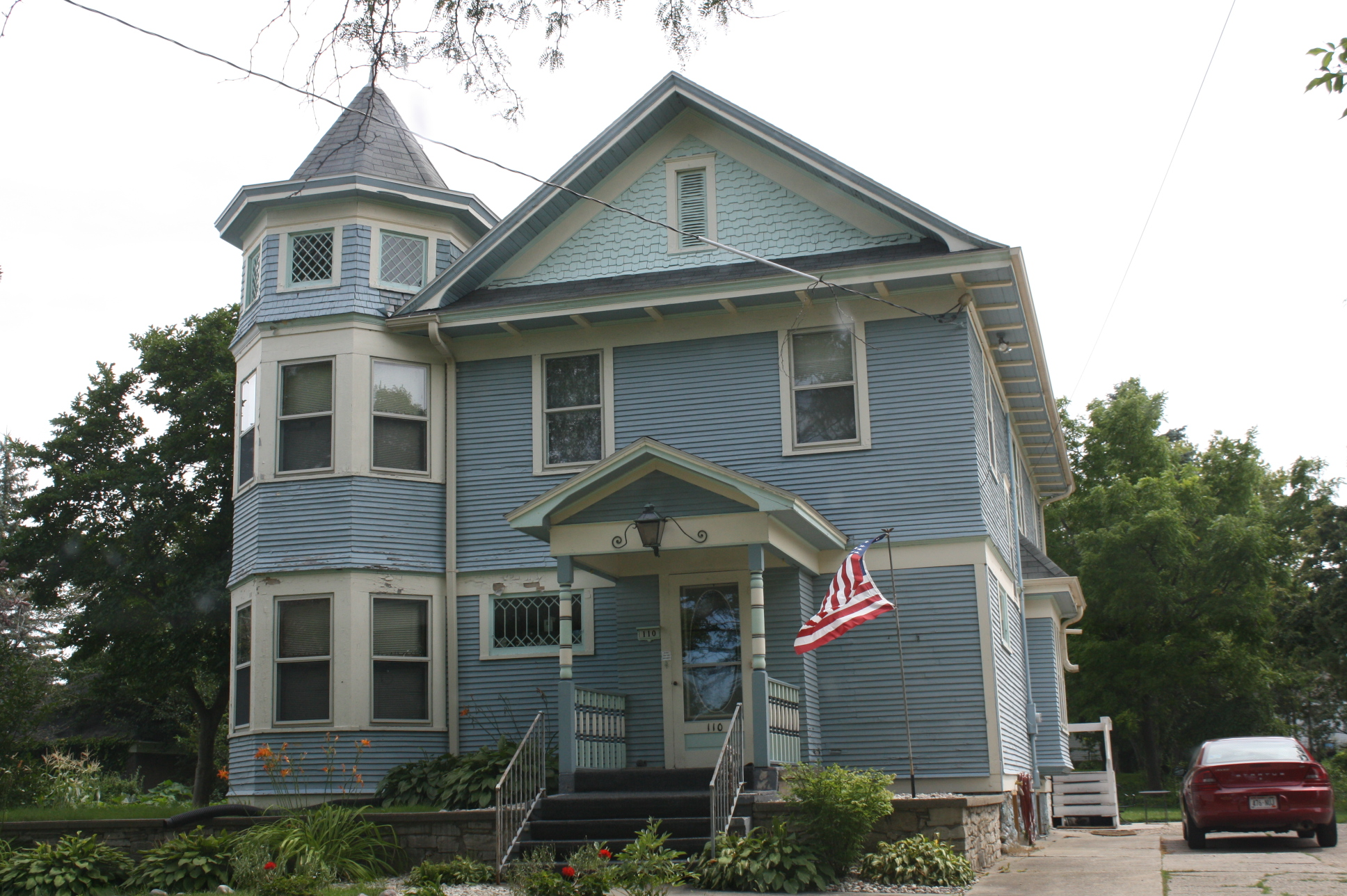
Исторический музей на Автомагистрали 22
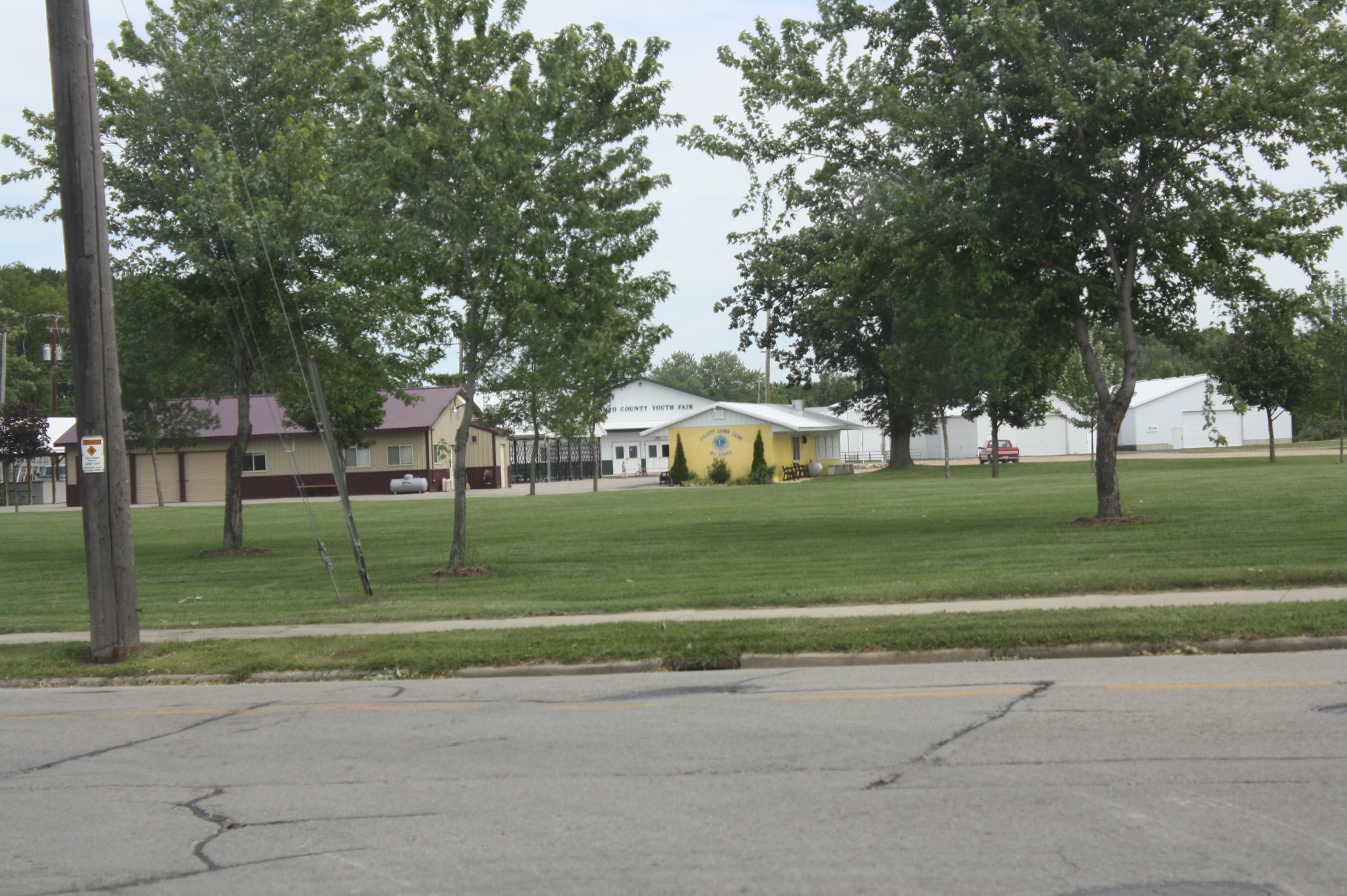
Территория выставки